# Krupkaite
La krupkaite è un minerale.